# Shake Me, Wake Me (When It's Over)
"Shake Me, Wake Me (When It's Over)" is een single van de Amerikaanse soul- en r&b-groep Four Tops uit 1966. Het nummer was hun tot dan toe vijfde single die de top veertig van de poplijst in de Verenigde Staten wist te bereiken. Daar bleef de single uiteindelijk op nummer 18 als hoogste notering steken. Naast dat het de poplijst bereikte, werd "Shake Me, Wake Me (When It's Over) nummer 3 op de r&b-hitlijst uit hetzelfde land. Met een nummer 43-notering haalde het net niet de top 40 in Canada, maar daar werd wel de poplijst gehaald, doordat in 1966 het land nog een top vijftig kende. Later zou de lijst in Canada ingekrompen worden tot een top dertig.
"Shake Me, Wake Me (When It's Over)" was de eerste single afkomstig van het derde album van de Four Tops, On Top geheten. Dat album haalde net als de single in kwestie de 3e plaats op de r&b-hitlijst, maar dan die voor albums. Op de poplijst voor albums werd ook de top veertig gehaald en bleef On Top daar op nummer 32 steken. Naast "Shake Me, Wake Me (When It's Over)" werd ook het nummer "Loving You Is Sweeter Than Ever" van het album uitgebracht als single.
"Shake Me, Wake Me (When It's Over)" werd, net als de voorgangers "I Can't Help Myself" en "It's the Same Old Song", geschreven door het songwriterstrio Holland-Dozier-Holland. Eddie Holland was degene die de tekst voor het nummer schreef. Het onderwerp van "Shake Me, Wake Me (When It's Over)" is dat de buren van de verteller roddelen over zijn vriendin, omdat zij hem achter zijn rug om zou verlaten. De verteller, leadzanger Levi Stubbs in dit geval, gelooft dit echter niet en hoopt dat hij wakker geschud zal worden uit deze nachtmerrie. De andere twee leden van Holland-Dozier-Holland, Brian Holland en Lamont Dozier, bedachten de muziek en de melodie. Ook waren zij twee degenen die verantwoordelijk waren voor de productie van het nummer.
In tegenstelling tot de A-kant, "Shake Me, Wake Me (When It's Over)", is de B-kant van de single niet afkomstig van het album On Top. De B-kant, het nummer getiteld "Just As Long As You Need Me", is namelijk afkomstig van de voorganger van On Top, Second Album.
"Shake Me, Wake Me (When It's Over)" zou later onder andere gecoverd worden door een andere groep van Motown, The Supremes. Daarnaast coverden onder meer Chuck Jackson, The Satintones en Barbra Streisand het nummer.

## Bezetting
- Leadzang: Levi Stubbs
- Achtergrond: Abdul "Duke" Fakir, Renaldo "Obie" Benson, Lawrence Payton en The Andantes
- Instrumentatie: The Funk Brothers
- Schrijvers: Holland-Dozier-Holland
- Productie: Brian Holland en Lamont Dozier